# Televisión de Galicia
Televisión de Galicia (TVG, appelée communément A Galega en galicien et La Gallega en castillan) est une chaîne de télévision régionale espagnole. Appartenant à la Société Radiodiffusion-Télévision de Galice (CRTVG), elle est diffusée sur le réseau hertzien (analogique et numérique) dans l'ensemble de la Galice. Média à vocation généraliste, sa grille de programmes comprend des émissions de proximité, des séries, des jeux télévisés, des bulletins d'information et des dessins animés. La quasi-totalité de ses émissions sont diffusées ou doublées en galicien. 
TVG possède deux déclinaisons internationales expurgées de certaines émissions (films et séries étrangères) pour lesquelles elle ne possède généralement pas les droits de diffusion en dehors du territoire espagnol : TVG Europa et TVG América (programmes ajustés en fonction du décalage horaire). Son siège social et ses studios sont implantés dans la proche périphérie de Saint-Jacques-de-Compostelle.

## Histoire
La télévision galicienne commence à émettre de façon expérimentale le 24 juillet 1985, à la veille de la fête nationale galicienne (Día Nacional de Galicia). Sa première émission est un court-métrage de Chano Piñeiro, baptisé « Mamasunción ». À l'issue d'une période de tests d'un peu plus de deux mois, TVG établit une grille des programmes régulière (39 heures hebdomadaires) à partir du 29 septembre. Étendant ses horaires de diffusion au fil des ans, la chaîne franchit un nouveau pas le 29 décembre 1994 en devenant la première chaîne régionale espagnole à émettre par satellite. Le 11 octobre 1995, elle se dote d'un service de télétexte. 
Aux côtés de deux autres chaînes de télévision régionales (ETB et TV3 Catalogne), TVG forme un nouveau canal baptisé « Galeusca TV » (contraction de Galicia, Euskadi et Catalunya) destiné à informer les communautés expatriées aux Amériques. Presque deux ans plus tard, le 1er avril 1997, cette chaîne satellitaire est rebaptisée « TVG América », première étape du développement international du groupe audiovisuel public galicien. Le 17 mai de cette même année, TVG devient une des premières chaînes à diffuser ses émissions en streaming par internet. Le 15 septembre, elle est reprise dans l'offre du bouquet numérique Via Digital. Une version spécifique à destination des pays européens est lancée le 7 mars 1998 via le satellite Hot Bird 13° (aujourd'hui Astra 19°). 
Au niveau régional, TVG commence ses premiers essais techniques en vue du lancement de la télévision numérique terrestre au mois de mars 2002.

### Identité visuelle (logo)

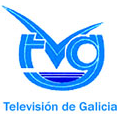
Logo de Televisión de Galicia de 1985 à 1996
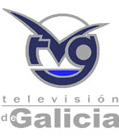
Logo de Televisión de Galicia de 1995 à 1999
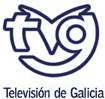
Logo de Televisión de Galicia de 1999 à 2006
Logo de Televisión de Galicia depuis 2006

## Émissions
Les studios de la télévision galicienne sont implantés depuis ses débuts dans la périphérie de Saint-Jacques-de-Compostelle. Elle y réalise la plupart de ses programmes (séries, émissions de plateau, journaux télévisés). En semaine, les émissions de la chaîne débutent à 8 heures du matin avec « Bos Días » (Bonjour), un programme de deux heures mêlant informations, chroniques et débats. S'ensuit une émission culinaire baptisée « Todos na cociña » (Tous à la cuisine) et une émission de reportages. Les après-midi sont consacrés aux séries télévisées (non reprises sur le réseau international) et aux jeux télévisés, dont « Cifras e letras » (version locale du jeu Des chiffres et des lettres). Les soirées sont consacrées au cinéma et/ou au sport. 
Trois éditions du journal télévisé viennent rythmer l'antenne à 14 heures 30 (Telexornal Mediodía), à 20 heures (Telexornal Serán) et 2 heures du matin (Telexornal Noite). Des correspondants locaux interviennent au besoin pour présenter l'actualité depuis les sept principales villes galiciennes (Saint-Jacques-de-Compostelle, La Corogne, Vigo, Orense, Pontevedra, Lugo et Ferrol) qui comptent chacune un bureau local d'information de TVG.
TVG retransmet par ailleurs des compétitions sportives, des documentaires, des émissions consacrées à la promotion de la culture galicienne (débats, folklore, musique traditionnelle) et des émissions religieuses (messe).